# Cyrtosia septentrionalis
Cyrtosia septentrionalis é uma espécie  pertencente à família das orquídeas (Orchidaceae). É planta originária do Japão e Coreia, habitando áreas úmidas geralmente próximas a rios e cachoeiras, apenas onde há abundância de material em decomposição, pois trata-se planta saprófita que vive em estreita simbiose com o fungo micorriza. Não possui folhas nem clorofila e não realiza fotossíntese. Seus brilhantes frutos vermelhos são consumidos por pequenos animais e suas sementes desenvolveram crostas de modo a passarem por seu trato digestivo sem perderem suas propriedades germinativas.